# Samuel Edney
Samuel Edney (Calgary, 29 giugno 1984) è un ex slittinista canadese, vincitore di una medaglia d'argento ai Giochi olimpici a Pyeongchang 2018.

## Biografia
Iniziò a gareggiare per la nazionale canadese nelle varie categorie giovanili sia nella specialità del singolo che in quella del doppio con Gwyn Lewis, ottenendo una vittoria nella classifica finale della Coppa del Mondo juniores nel singolo nella stagione 2002/03; inoltre vinse due medaglie d'argento ai campionati mondiali juniores, entrambe nel doppio, a Schönau am Königssee 2003 e a Calgary 2004.
A livello assoluto esordì in Coppa del Mondo nella stagione 2002/03, conquistò il primo podio il 23 gennaio 2009 nella gara a squadre ad Altenberg (2°) e la prima vittoria il 29 novembre 2009 sempre nella gara a squadre a Igls; nel singolo conquistò la sua unica vittoria nel circuito di Coppa il 13 dicembre 2014 a Calgary. In classifica generale come miglior risultato si piazzò al settimo posto nella specialità individuale nel 2013/14 e nel 2014/15 ed al quindicesimo posto in quella del doppio nel 2003/04.
Prese parte a quattro edizioni dei Giochi olimpici invernali: a Torino 2006 giunse al diciannovesimo posto nel singolo, a Vancouver 2010 si classificò in settima piazza nella prova individuale, a Soči 2014 ottenne l'undicesima posizione nel singolo e la quarta nella prova a squadre ed a Pyeongchang 2018, in quella che fu la sua ultima competizione a livello internazionale, conquistò il sesto posto nel singolo e vinse la medaglia d'argento nella prova a staffetta.
Prese parte altresì a undici edizioni dei campionati mondiali in cui ottenne tre medaglie, tutte nella gara a squadre: una d'argento, a Whistler 2013, e due di bronzo, ad Altenberg 2012 e a Sigulda 2015; nella specialità del singolo il suo miglior risultato fu il quinto posto nella rassegna iridata di Whistler 2013 mentre a Nagano 2004 colse il suo più importante piazzamento nel doppio giungendo tredicesimo.
Sempre nel singolo vinse inoltre per due volte il titolo ai campionati pacifico-americani di Calgary 2012 e di Calgary 2018.

## Palmarès

### Olimpiadi
- 1 medaglia:
  - 1 argento (gara a squadre a Pyeongchang 2018).

### Mondiali
- 3 medaglie:
  - 1 argento (gara a squadre a Whistler 2013);
  - 2 bronzi (gara a squadre ad Altenberg 2012; gara a squadre a Sigulda 2015).

### Campionati pacifico-americani
- 4 medaglie:
  - 2 ori (singolo a Calgary 2012; singolo a Calgary 2018);
  - 2 argenti (singolo a Lake Placid 2013; singolo a Whistler 2014).

### Mondiali juniores
- 2 medaglie:
  - 2 argenti (doppio a Schönau am Königssee 2003; doppio a Calgary 2004).

### Coppa del Mondo
- Miglior piazzamento in classifica generale nel singolo: 7° nel 2013/14 e nel 2014/15.
- Miglior piazzamento in classifica generale nel doppio: 15° nel 2003/04.
- 22 podi (3 nel singolo, 2 nel singolo sprint e 17 nelle gare a squadre):
  - 4 vittorie (1 nel singolo e 3 nelle gare a squadre);
  - 12 secondi posti (1 nel singolo, 1 nel singolo sprint e 10 nelle gare a squadre);
  - 6 terzi posti (1 nel singolo, 1 nel singolo sprint e 4 nelle gare a squadre).

#### Coppa del Mondo - vittorie
| Data             | Luogo       | Paese       | Disciplina                                                        |
| ---------------- | ----------- | ----------- | ----------------------------------------------------------------- |
| 29 novembre 2009 | Igls        | Austria     | Gara a squadre con Alex Gough, Chris Moffat e Mike Moffat         |
| 27 novembre 2011 | Igls        | Austria     | Gara a squadre con Alex Gough, Tristan Walker e Justin Snith      |
| 13 dicembre 2014 | Calgary     | Canada      | Singolo                                                           |
| 3 dicembre 2016  | Lake Placid | Stati Uniti | Gara a squadre con Kimberley McRae, Tristan Walker e Justin Snith |

### Coppa del Mondo juniores
- Vincitore della Coppa del Mondo juniores nel singolo nel 2002/03.